# Paralimna sinensis
Paralimna sinensis är en tvåvingeart som först beskrevs av Ignaz Rudolph Schiner 1868.  Paralimna sinensis ingår i släktet Paralimna och familjen vattenflugor. Inga underarter finns listade i Catalogue of Life.